# Formosatettix longwangshanensis
Formosatettix longwangshanensis är en insektsart som beskrevs av Zheng, Z. 1998. Formosatettix longwangshanensis ingår i släktet Formosatettix och familjen torngräshoppor. Inga underarter finns listade i Catalogue of Life.